# Dennis Sonne

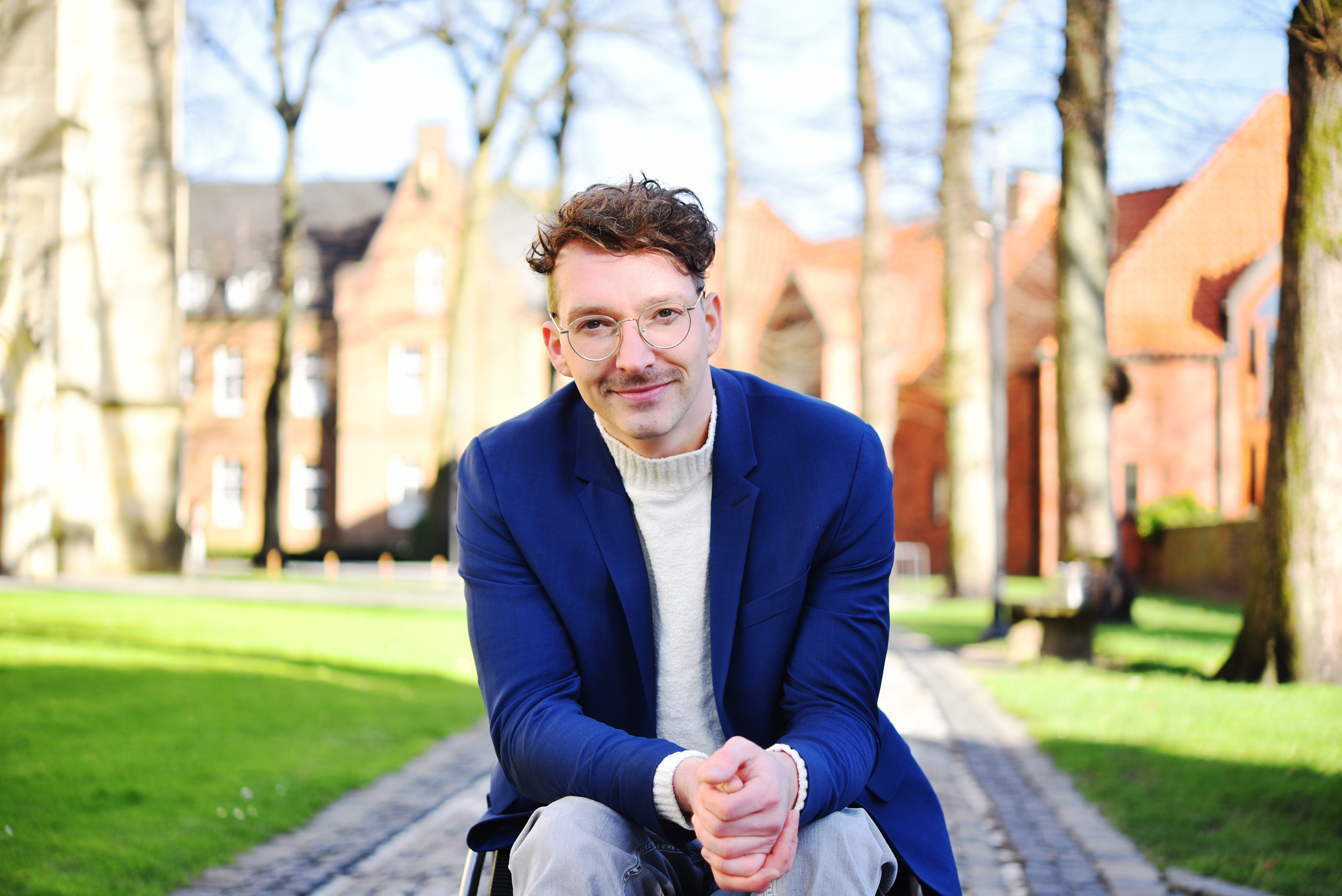
Dennis Sonne (2022)

Dennis Christopher Sonne (* 6. Januar 1984 in Werne als Dennis Zittlau) ist ein deutscher Politiker (Bündnis 90/Die Grünen), Moderator, Musiker und Aktivist für Inklusion und Barrierefreiheit. Seit dem 1. Juni 2022 ist er Mitglied des Landtages von Nordrhein-Westfalen. Sonne lebt in der Stadt Lüdinghausen.

## Beruflicher Werdegang
Dennis Sonne erlangte im Jahr 2002 seine Fachhochschulreife. Von 2006 bis 2009 arbeitete er als Bürokaufmann im Bau- und Liegenschaftsbetrieb NRW. Im Anschluss daran absolvierte er in den Jahren 2009 bis 2011 eine Ausbildung zum Finanzwirt. Bis zur Wahl in den Landtag im Jahr 2022 arbeitete er als Finanzwirt beim Finanzamt Lüdinghausen.

## Musikalische Tätigkeit

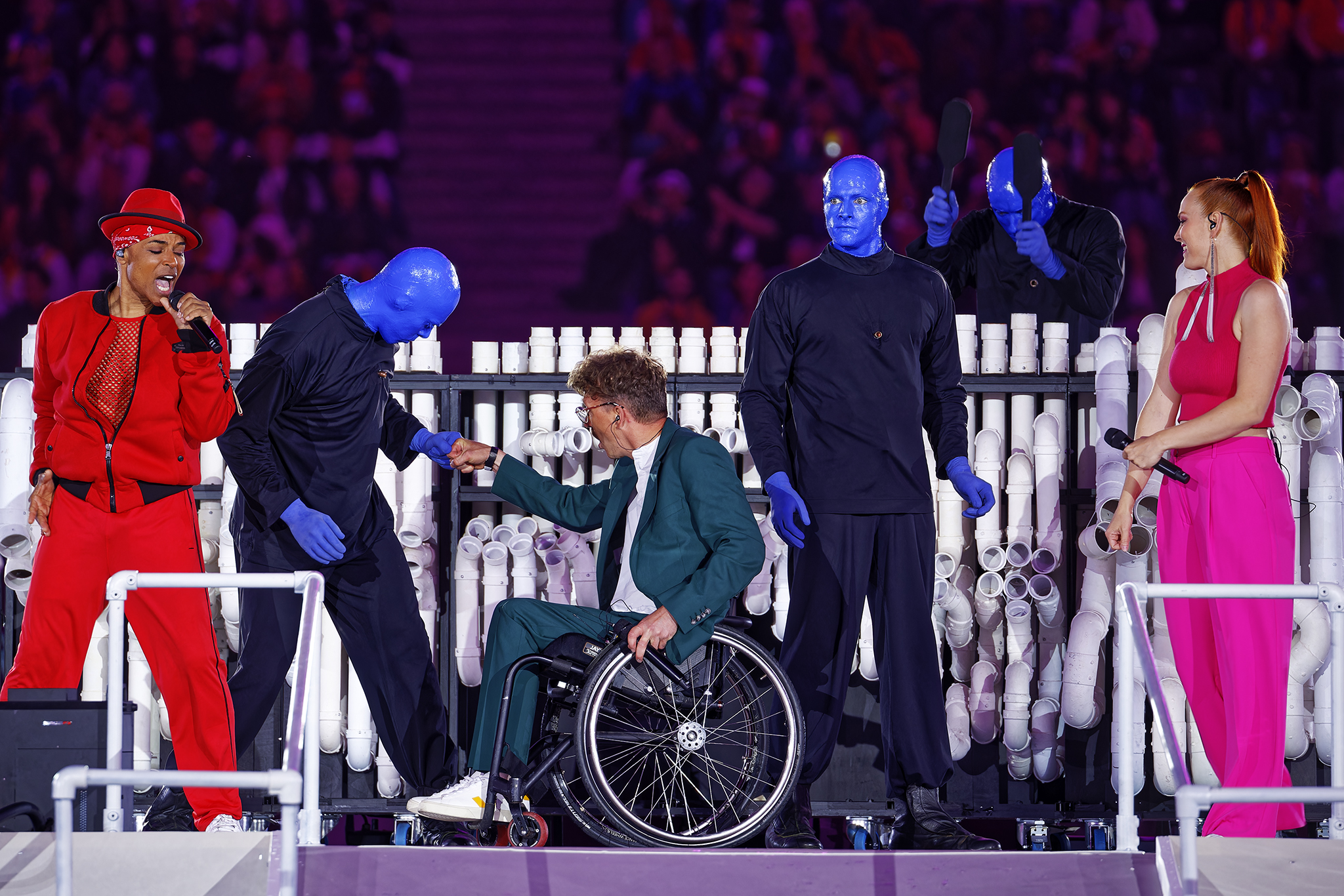
Dennis Sonne als „Sittin’ Bull“ bei der Eröffnungszeremonie der Special Olympics 2023 in Berlin.

Zudem produziert er seit 2005 unter seinem Künstlernamen Sittin' Bull Songs, mit denen er auch bei Benefizveranstaltungen auftritt. Er hat zwei selbst produzierte Alben veröffentlicht: 2012 – Der Häuptling, 2014 – Bis zum Mond, dazu 2016 die EP – Alles hat ein Ende, 2016 – Single „Du bist perfekt“, 2019 Single „Bunt“. Der Song „Bunt“ entstand auf einem Workshop, den Sonne für die Aktion Mensch geleitet hat. Gemeinsam mit Tamara Köcher produzierte er diesen im Luna Tonstudio in seiner Heimat Lüdinghausen.
Jährlich hat Sonne bis zu 30 Auftritte. Auch bei seiner Musik spielt das Thema Inklusion eine wichtige Rolle. Zudem bietet er Hip Hop Workshops „für Menschen mit allen Bedürfnissen, Behinderungen und in jeder Altersklasse“ an. Im Jahr 2018 moderierte er zusammen mit Annika Lau die Berliner Parieté. Bei der Eröffnungsfeier der 16. Special Olympics trat er am 17. Juni 2023 gemeinsam mit Jennifer Kothe, Koffi Missah und der Blue Man Group im Berliner Olympiastadion auf.
Für die bundesweit tätige Ergänzende Unabhängige Teilhabeberatung (kurz: EUTB) veröffentlichte Sonne unter seinem Künstlernamen Sittin' Bull im Januar 2025 den Song "Wir sind die EUTB". Um die Ziele und die Arbeit der Teilhabeberatung im Song und im zugehörigen Video zu repräsentieren, ist das Video in drei barrierefreien Varianten verfügbar. Mit Untertitel, in Gebärdensprachübersetzung und mit Audiodeskription.

## Politische Tätigkeit

### Kommunalpolitik
Dennis Sonne trat 2011 Bündnis 90/Die Grünen bei. Seit 2014 ist er Sachkundiger Bürger für Bündnis 90/Die Grünen. Dazu war er seit Oktober 2017 für sie Mitglied im Lüdinghauser Stadtrat und dort Vorsitzender des Ausschusses für Bildung und Kultur. Mit seinem Eintritt in die Landespolitik 2022 hat er sein Ratsmandat niedergelegt.

### Landespolitik
Im August 2021 erhielt er bei der Mitgliederversammlung des Kreises Coesfeld ein einstimmiges Votum für seine Kandidatur zur nordrhein-westfälischen Landtagswahl 2022. Bei der Wahl am 15. Mai 2022 erhielt er im Landtagswahlkreis Coesfeld II 18,16 % der Stimmen und verpasste damit das Direktmandat. Als 36. der Landesliste war er der letzte, der hierüber den Einzug in den Landtag schaffte. Bei den Koalitionsverhandlungen mit der CDU nach der Wahl war er Teil des grünen Verhandlungsteams für die Themenbereiche Soziales, Arbeit und Gesundheit.
Im Landtag ist Sonne Ordentliches Mitglied in den Ausschüssen für Arbeit, Gesundheit und Soziales, Schule und Bildung sowie im Unterausschuss Landesbetriebe und Sondervermögen. Zudem fungierte er als Sprecher seiner Fraktion für Inklusion und Behindertenpolitik sowie als Sprecher für Landesliegenschaften. Weiter, ist er stellvertretendes Mitglied des WDR-Rundfunkrates.
Von März 2023 war Sonne zudem Sprecher für Schule und Bildung seiner Fraktion. Diesen Posten übernahm er für die Zeit des Mutterschutzes von Lena Zingsheim-Zobel bis Juli 2023.
Am 30. Januar 2025 brachte Sonne mit der Koalition aus CDU und Grüne einen Antrag zur Stärkung der Eingliederungshilfe in das Plenum. Zu diesem Tagesordnungspunkt hielt Dennis Sonne die erste Rede in Leichter Sprache in der Parlamentsgeschichte von Nordrhein-Westfalen.

## Politische Positionen

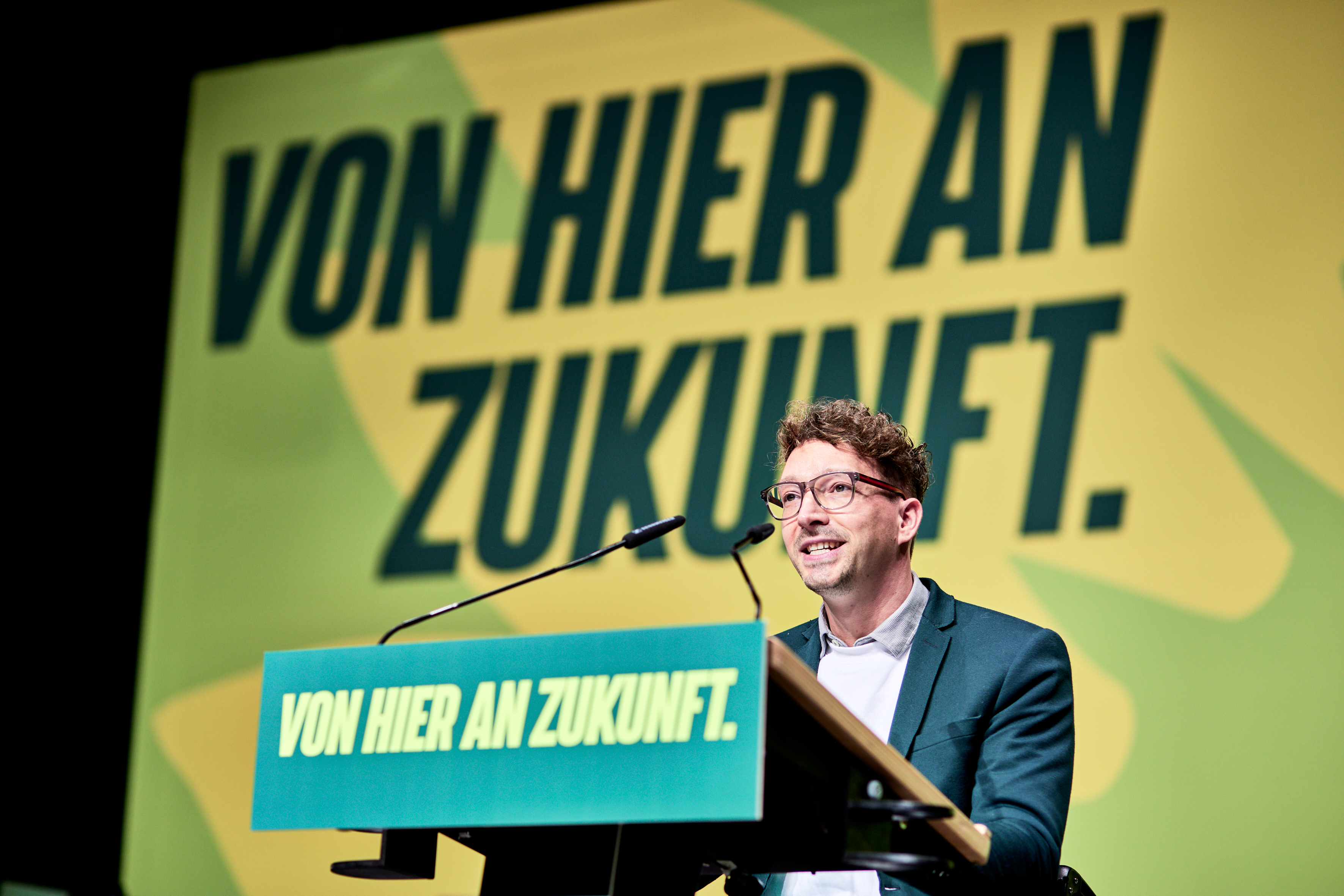
Dennis Sonne bei seiner Kandidatur für die Grüne-Landesliste (2021)

### Inklusions- und Behindertenpolitik/Werkstattpolitik
Menschen mit Diversitätsmerkmalen, wie Menschen mit Migrationshintergrund, queere Menschen und Menschen mit Behinderungen sind häufig von Diskriminierungen betroffen. Da Deutschland alle Menschenrechtsabkommen (abgesehen von dem Wanderarbeiterabkommen) ratifiziert hat, hat sich das Land verpflichtet Diskriminierungen abzubauen und die Menschenrechte sicherzustellen. Dennoch zeigt sich anhand der Zusammensetzung des Landtages NRW, dass diese Minderheiten dort deutlich geringer repräsentiert sind.
Aufgrund seiner eigenen Behinderung ist Sonne in der Lage notwendige Umgestaltungen zu sehen und Veränderungen im Sinne der Teilhabe zu entwickeln. Sonne bezeichnet sich als Experten in eigener Sache. Sonne wird „im Landtag NRW für alle Minderheiten eintreten und die Umsetzung der Menschenrechtsabkommen einfordern“.
„Immer mehr Menschen wird klar: Wir müssen die Inklusion vorantreiben. Inklusion betrifft alle Teile unserer Gesellschaft und hat Auswirkungen auf zahlreiche Politikfelder wie beispielsweise Bildung, Gesundheit, Verkehr, Bauen und Digitalisierung“, so Dennis Sonne.
In NRW arbeiten 80.000 Personen in Werkstätten für Menschen mit Behinderung (WfbM). Dort erhalten sie einen Stundenlohn von 1,30 Euro, aufgrund des nicht vorhandenen Arbeitnehmerstatus, sondern eines Rehabilitationsstatus von Werkstattbeschäftigten. In einer WfbM-Studie auf dem Jahre 2023 geben 25 % der Beschäftigten an außerhalb einer Werkstatt arbeiten zu wollen.
Sonne setzt sich neben der Veränderung des WfbM-Systems, für die Landesweite Fachkräfteoffensive NRW im Bereich inklusiver Arbeitsmarkt ein.

## Ehrenamtliches Engagement

### Aktion Mensch
Durch sein politisches Engagement und diverse ehrenamtliche Tätigkeiten unterstützt er soziale Projekte und setzt sich für Inklusion und Barrierefreiheit ein. In diesem Sinne ist er auch als „Inkluencer“ für die Aktion Mensch aktiv.

### Barriere-Scout
Dennis Sonne ist seit 2023 zertifizierter Barriere-Scout von den Sozialhelden. Er bietet ehrenamtlich an Gebäude auf Barrierefreiheit zu prüfen und Tipps hinsichtlich Abbau von Barrieren zu geben.

### Schule ohne Rassismus – Schule mit Courage
Seit September 2023 ist Dennis Sonne Pate an einer Schule ohne Rassismus und für Zivilcourage an der Kreuzschule in Coesfeld und begleitet Projekte mit der Schülerschaft.

### Schirmherr Bundesvereinigung Stottern & Selbsthilfe e.V.
Für das Jahr 2024 übernahm Sonne die Schirmherrschaft der Bundesvereinigung Stottern & Selbsthilfe e.V. und spricht auf dem Bundeskongress der Bundesvereinigung zum 50. Jubiläum im Oktober 2024 in Münster.

### Vorstandsmitglied der Lebenshilfe NRW
Seit Januar 2024 wurde Sonne vom Vorstand der Lebenshilfe NRW kooperiert als Vorstandsmitglied gewählt. Rund 100 Delegierte wählten Sonne am Samstag, 9. November 2024 einstimmig in den Landesvorstand. In seiner Bewerbungsrede vor der Landesdelegiertenversammlung der Lebenshilfe Nordrhein-Westfalen in Herdecke betonte Sonne sein langjähriges Engagement für Inklusion, Barrierefreiheit und eine offene Gesellschaft.

### Botschafter „Bunter Kreis Münsterland“
Seit 2024 ist Sonne Botschafter des Bunten Kreises Münsterland. Der Bunte Kreis Münsterland e.V. hilft Familien, in denen Kinder mit schweren oder chronischen Erkrankungen oder Behinderung geboren werden und begleitet die Eltern.

## Workshops
In Hip Hop Workshops ermöglicht Sonne seit 2015 „für Menschen mit allen Bedürfnissen, Behinderungen und in jeder Altersklasse“ mit Hilfe von mobilem Studioequipment, Texte zu schreiben und diese aufzunehmen. Dabei sind einige Projekte und Songs entstanden, wie zum Beispiel der Song „Changing Faces/Telling truth“, bei dem jugendliche Straftäter in einer Resozialisierungsmaßnahme die Möglichkeit auf eine Song- und Videoproduktion mit Sonne erhielten.

## Fernsehauftritte
Im Jahr 2019 spielte Sonne als „Sit“ in der Show „Darf er das?“ von Chris Tall auf RTL beim „Randgruppenstammtisch“ mit und hat sich mit anderen Menschen, über das Lebens als Mensch mit Diversitätsmerkmalen unterhalten.
Im Juni 2020 war Sonne bei „Volle Kanne“ im ZDF zu sehen. Hier wurde ein Beitrag über ihn als Inklusionsaktivist mit anschließenden Interview im Studio mit Dirk Steffens. Gemeinsam unterhielten sie sich über Barrierefreiheit, Inklusion und die Paralympics 2021.
Im November 2021 war Sonne beim WDR zu Gast. Grund dafür war die Eröffnung einer inklusiven Calisthenics-Anlage in Lüdinghausen, die Sonne mit geplant hat, damit sie auch barrierefrei wird. Die inklusive Calisthenics-Anlage war eine der ersten in ganz Deutschland, die partizipativ und barrierefrei entstanden ist.
Im Dezember 2022 spielte Sonne in einem TV-Werbespot der Aktion Mensch den Weihnachtsmann und machte somit auf Inklusionsprojekte und mehr Barrierefreiheit aufmerksam. Die gesamte Gage spendete er an die Lebenshilfe und an das Biologische Zentrum des Kreises Coesfeld.
Im Januar 2025 spielt Sonne in der ZDF-Reportage-Reihe „Einfach Mensch“ mit. In der 154. Folge wird auf seinen Lebensweg eingegangen und gezeigt, welche Hürden er im Leben nehmen musste und wie er Kraft schöpft um sein Herzensthema, Inklusion, voranzubringen. „Ohne meinen Unfall wäre ich heute nicht der Mensch, der ich jetzt bin, ohne den Unfall hätte ich nicht angefangen zu schreiben, wäre ich nicht in die Politik gegangen.“